# Tu-244 (航空機)

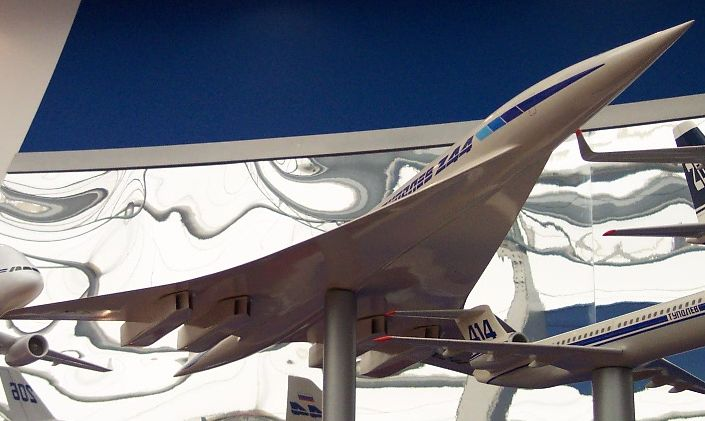
Tu-244の展示モックアップモデル

ツポレフ Tu-244（ツポレフ244；ロシア語:Ty-244トゥー・ドヴァー・ストー・ソーラック・チトゥイリェ）とは、ロシアの航空機設計機関であるツポレフが開発しようとしている、第二世代の超音速旅客機であるが、2023年現在実際に製作着手はされていない模様である。

## 概略
かつてツポレフはソ連時代にTu-144を開発した実績があった。しかしTu-144は経済性など様々な問題があったため商業路線で100便ほど運航されたにとどまった。そのため、ツポレフはTu-144の改良を研究していたが、ソ連崩壊に伴う経済混乱で消滅しようとしていた。
だが、ツポレフは次世代超音速旅客機を開発する「Tu-244」計画を発表した。かつてのTu-144よりも大型の機体であり、300人が搭乗することができて、航続距離も太平洋を横断できる程度にするなど、経済性を大幅に改善することを目標にしていた。
開発のために、米露両国の協力のもと、RA-77114号機を操縦系統等にデジタル技術を取り入れた大幅な改造を行い、NASAによって1996年から数年間に渡ってアメリカで試験運用された。このデータ収集の成果をもとにするものとみられていた。またツポレフでは発注するエアラインがあれば、即時に計画を具体化できるとしている。
ただし、2000年代初頭の世界の航空業界的は高速性よりも経済性の方が重要視されているため、Tu-244をはじめとする第二世代の超音速旅客機を実際に市場が求める可能性は現在のところ少ないといえる。そのため、技術的に可能であっても実用化されるのは微妙であるといえる。また現在の計画の詳細は不明である。

## 機体性能（計画値）
- 全幅: 54.47 m
- 全長: 88.70 m
- 全高: 15.80 m
- 翼面積: 975 m2
- 機体重量: 172,000 kg
- 最大離陸重量: 350,000 kg
- 巡航速度: マッハ2.05
- 航続距離: 9,200 km
- エンジン: 4基

## 備考
ツポレフでは、超音速ビジネスジェット機としてTu-444の構想も発表している。